# Leone Arciprete
Leone Arciprete (Napoli, ... – ...; fl. 941-968) è stato un presbitero, scrittore e traduttore italiano.
La sua figura di letterato e cultore letterario è legata alla tradizione e alla ricezione medievale del Romanzo di Alessandro attribuito al cosiddetto pseudo-Callistene, la cui diffusione, dovuta a Leone come primo e miglior tramite, avrebbe determinato l'ampia fortuna del testo greco, destinato a divenire patrimonio dell'epica eroico-cavalleresca medievale.
La sua attività di ricercatore, collazionatore, e traduttore di testi antichi, inoltre, testimonia dei progressi culturali che si andavano compiendo nell'Italia medievale tra X e XI secolo.

## Biografia

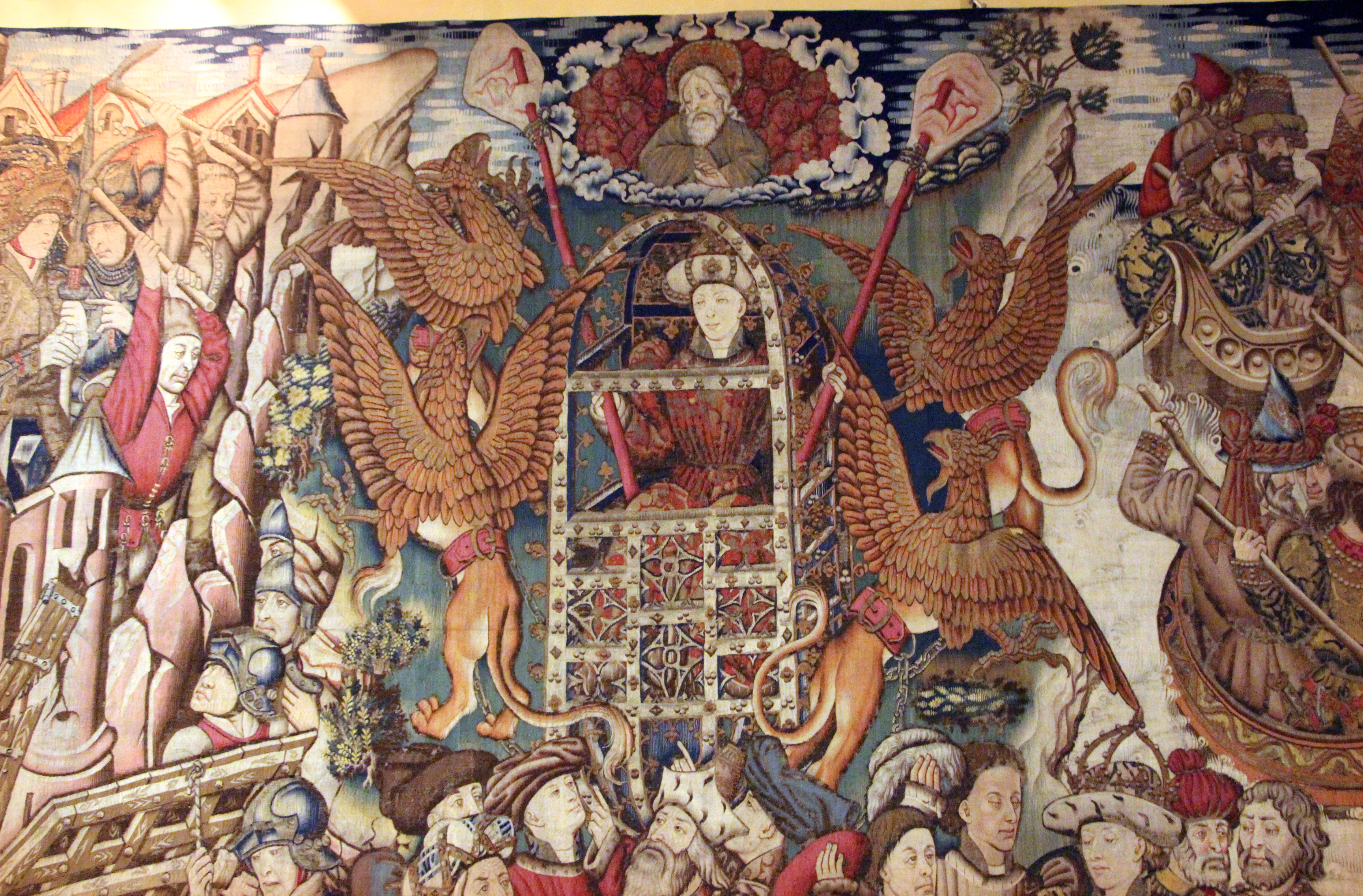
Arazzi di Alessandro (XV secolo, Genova, Villa del Principe): episodio dell'ascensione al cielo tra due grifoni, importato nell'Europa latina da Leone Arciprete

Come letterato, Leone fu attivo alla corte dei duchi di Napoli Giovanni III e Marino I il cui regno si svolse negli anni 941-968. Nel 942, ricevette un incarico diplomatico a Costantinopoli, presso la corte di Costantino VII Porfirogenito e Romano II. Fu in occasione di quella missione, della quale si ignora ogni particolare, che Leone si dedicò a ricerche di testi antichi, riportando a Napoli alcune opere, tra cui la compilazione greca dello pseudo-Callistene, in cui erano collazionate, in unica silloge, le storie fantastiche e leggendarie fiorite nell'area greco-bizantina intorno alla figura eroica di Alessandro Magno.
Tornato in patria dall'ambasceria, Leone trasse dal testo greco una traduzione latina intitolata Vita Alexandri Magni (nota soprattutto come Historia de proeliis). L'opera fu acquisita nella biblioteca del Ducato di Napoli (poi donata alla biblioteca del duomo di Bamberga, dall'Imperatore Enrico II, nel 1022) e conobbe un'amplissima diffusione nell'Occidente latino, soprattutto a partire dal XIII secolo, contribuendo alla conoscenza dello pseudo-Callistene e alla vastissima fortuna di quella tradizione letteraria, trasfusa poi anche in altri ambiti artistici del Medioevo occidentale, nota come Romanzo di Alessandro.

## Edizioni
La prima pubblicazione a stampa del manoscritto è in un incunabolo del 1472. 
Ne esistono varie edizioni moderne:
- (DE) Gustav Landgraf, Die Vita Alexandri Magni des Archipresbyters Leo : (historia de preliis); nach der Bamberger und ältesten Münchener Handschrift, Schweinfurt, 1885.
- (DE) Friedrich Pfister, Der Alexanderroman des Archipresbyters Leo, in Sammlung Mittellateinischer Texte, H. 6, Heidelberg, Universitätsverlag Winter, 1913,  p. 141.
- Giusto Grion, I Nobili fatti di Alessandro Magno; romanzo storico tradotto dal francese nel buon secolo, ora per la prima volta pubblicato sopra due codici magliabechiani per cura di Giusto Grion, Bologna, 1872.
- Giuseppe Vandelli, Appunti intorno ad antiche versioni italiane della Historia de proeliis, in Giornale storico della letteratura italiana, Firenze, 1898.
- (DE) Alfons Hilka, Die berliner Bruchstücke der ältesten italienischen Historia de proeliis, in Zeitschrift für romanische Philologie, XLI, 1921,  pp. 23-253.
- (EN) Dennis M. Kratz, The Romances of Alexander, Garland Science, 1991.
- (EN) David J. A. Ross, A New Manuscript of Archpriest Leo of Naples: Nativitas et Victoria Alexandri Magni (Lambeth. Palace Ms 342), in Classica et Medievalia, n. 20, 1959,  pp. 98-158.